# Jens Förster
Jens Förster (* 7. März 1965 in Lübbecke) ist ein deutscher Psychologe, systemischer Therapeut, Lehrtherapeut, Sozialpsychologe, Sänger und Autor verschiedener Bücher sowie Unternehmer. Er war von 2001 bis 2015 Professor für Sozialpsychologie in Bremen, Amsterdam und Bochum. Förster leitet mit Manfred Nußbaum das „Systemische Institut für Positive Psychologie“ in Köln und ist Gesellschafter des IF Weinheim (Institut für systemische Ausbildung und Entwicklung).

## Leben
Förster studierte ab 1986 Psychologie, Deutsche Literatur und Philosophie an der Universität Trier und Operngesang an der Musikhochschule des Saarlandes und erwarb 1992 das Diplom in Psychologie. 1994 promovierte er bei dem Sozialpsychologen Fritz Strack zum Dr. rer. nat. Ab 1996 besuchte er als postdoc die Columbia University in New York und übernahm einen Lehrauftrag als Theodor-Heuss-Lektor an der „New school for Social Research“. Nach 1995 hatte Förster Lehraufträge an den Universitäten Würzburg, Duisburg und an der Jacobs University Bremen. Seine Hauptforschungsbereiche waren soziale Informationsverarbeitung, Personenbeurteilung, Vorurteile, Kreativität, Innovation, Denkprozesse, Sex und Liebe, Selbstregulation und Motivation, Positive Psychologie und „Haben und Sein“, die er in seinem eigenen Institut weiterverfolgt. Er habilitierte sich 2000 an der Universität Würzburg zum Thema Psychologische Passung.
Förster war 2001 unter den Gründungsprofessoren der Jacobs University Bremen, an der er bis 2007 wirkte. Von 2003 bis 2005 war er Sprecher der Fachgruppe Sozialpsychologie der Deutschen Gesellschaft für Psychologie, deren Ethikrat er außerdem beisaß.
Von Juli 2007 bis Mai 2014 war Förster Professor für Psychologie in Amsterdam; dort war er auch Direktor des „Kurt-Lewin-Instituts“. Im April 2013 wurde er für eine Alexander von Humboldt-Professur ausgewählt, um an der Ruhr-Universität Bochum ab 2014 ein „Zentrum für Selbst-Regulation“ aufzubauen. Ende April 2014 wurde die Verleihung dieser Professur wegen Manipulationsvorwürfen vorläufig ausgesetzt. Förster übernahm einstweilen vertretungsweise im Juli 2014 eine Psychologie-Professur an der Universität Bochum. Der Auswahlausschuss der Humboldt-Stiftung kündigte seine Entscheidung über die Zuerkennung der Humboldt-Professur für April 2015 an. Am 20. April 2015 gab Förster seinen Verzicht auf die Humboldt-Professur bekannt.
Jens Förster hat über 100 Beiträge in internationalen Fachzeitschriften und Büchern veröffentlicht. Er war Gast in Talkshows zu Themen wie „Schubladendenken“.
Als Gutachter der Freiwilligen Selbstkontrolle Fernsehen analysierte er von 2016 bis 2022 Fernsehsendungen, wurde 2022 ins Kuratorium der FSF gewählt und ist auch darüber hinaus für zahlreiche Fachzeitschriften, Organisationen und Stiftungen als Gutachter tätig. Er war von 2005 bis 2013 „associate editor“ der Zeitschrift „Social Cognition“ und ist Mitglied des editorial boards zahlreicher weiterer Zeitschriften. Seit 2016 ist er Redakteur der system-theoretischen Zeitschrift „Systhema“. Er ist Fachgruppensprecher für Sprecher der Fachgruppe „Positive Psychologie des Alltagslebens“ der Deutschen Gesellschaft für Positiv-Psychologische Forschung und Gutachter der European Science Foundation.
Im Jahre 2017 eröffnete er gemeinsam mit Manfred Nußbaum das „Systemische Institut für Positive Psychologie“ in Köln. Nach einer langjährigen Ausbildung vor allem am IF Weinheim wurde er dort zum Dozenten und Teammitglied gewählt. Seit 2022 ist er Gesellschafter des IFW.
Er ist weiterhin Gutachter der European Science Foundation und zahlreicher wissenschaftlicher Zeitschriften und fungiert als wissenschaftlicher Gutachter in Universitäten, in den Medien und in staatlichen Institutionen. Sein Zitations-Index zu psychologischen Themen ist einer der höchsten in Europa (h-index google scholar = 57; Zitationen total = über 17000).

## Forschung
In seiner Doktorarbeit (1995) stellte Jens Förster eine eigene Theorie des Embodiments vor, des Einflusses des Körpers auf Gedanken und Motivation. Er beschäftigte sich früh mit der regulatorischen Fokustheorie von Tory Higgins über menschliche Selbstmotivation.
Mit Ron Friedman entwickelte er die Implicit Affective Cues Theory, die besagt, dass subtile Erinnerungen an Sicherheit kreatives Denken behindern, während die Aktivierung von Idealen die Kreativität fördert.
Zusammen mit Nira Liberman entwarf Jens Förster ein eigenes Modell der Zielaktivierung, das die dynamische und unbewusste Hemmung und Aktivierung von Zielen im Gedächtnis vorhersagt. Ähnliche Zielaktivierungsprozesse hatten die Autoren bei der Unterdrückung von Gedanken in ihrer Motivational Inference Model of Post-Suppressional Rebound Theory untersucht. Demnach aktiviert ein Verbot unbewusst das Ziel, das Verbotene zu tun oder zu denken.
In der Novelty-Categorization-Theory untersuchen Förster und Team, wann Menschen sich neuen Ereignissen zuwenden.
GLOMOsys (the GLObal versus LOcal processing MOdel, a systems account), das die Zusammenhänge zwischen abstraktem und konkretem Denken, breiter und enger Wahrnehmung und Kreativität und analytischem Denken beschreibt, wurde 2011 mit dem Best Paper Award des International Social Cognition Network ausgezeichnet.
HaBST(Having and Being a Selfregulatory Theory) ist ein alternatives Modell zu Erich Fromms psychoanalytischem Modell menschlicher Lebensziele.
In einem neuen Forschungsprojekt widmet er sich der Frage, wie durch körperliche Methoden Psychotherapie begünstigt werden kann.

## Kontroverse
Im September 2012 wurde die Universität von Amsterdam auf Auffälligkeiten in drei Studien Försters hingewiesen. Drei Monate vorher hatte Förster eine Umsetzung seines Vorhabens für ein Zentrum für Selbstregulation an der UVA eingefordert, die ihm vertraglich zugesagt worden war. Das Anliegen wurde abgelehnt und Förster nahegelegt, sich eine andere Stelle zu suchen, da man sich inhaltlich nun anders aufgestellt hätte. Daraufhin erkrankte er für längere Zeit. Während seiner Erkrankung erreichte ihn eine „Untersuchung“ der Universität von Amsterdam, die angeblich fragwürdige Studienergebnisse fand, jedoch keinen einwandfreien Beleg für bewusste Datenmanipulation vorlegen konnte.
Eine Ethikkommission der UvA befand zunächst, dass die Untersuchung fehlerhaft und unzureichend gewesen sei. Eine weitere Untersuchung im Auftrag des unabhängigen niederländischen Gremiums zur Forschungsintegrität „Landelijk Orgaan voor Wetenschappelijke Integriteit“ (LOWI) kam hingegen im April 2014 zu dem Schluss, dass Ergebnisse manipuliert worden seien und Förster als Erstautor die Verantwortung trage. Unter Bezug auf den Untersuchungsbericht des LOWI zog am 24. November 2014 die Zeitschrift Social Psychological and Personality Science den dort beanstandeten Artikel Sense Creative! The Impact of Global and Local Vision, Hearing, Touching, Tasting and Smelling on Creative and Analytic Thought zurück. Eigenen Angaben zufolge nahm Förster dies hin, weil der Artikel für seine Theorie nicht ausschlaggebend war.
Die Alexander von Humboldt-Stiftung setzte im April 2014 ihre Förderentscheidung zur Verleihung der Humboldt-Professur entsprechend ihren Stiftungsregeln sowie auf Bitten Försters bis zur Klärung des Sachverhaltes aus. Im April 2015 verzichtete Förster von sich aus endgültig auf die Fördergelder.
Ein Ehrengerichtsverfahren der Deutschen Gesellschaft für Psychologie (DGPs) wurde am 9. November 2015 mit einem Vergleich ohne Schuldzuweisung geschlossen. Jens Förster verpflichtete sich im Gegenzug zur Einstellung des Verfahrens, zwei seiner Publikationen im Journal of Experimental Psychology zurückzuziehen. Dies ist bei den beiden dort genannten Artikeln geschehen.
Nach weiterer Untersuchung von Veröffentlichungen Försters aus den Jahren 2007 bis 2014 bat die Universität von Amsterdam in einigen Fällen die jeweiligen Zeitschriften um Widerruf beziehungsweise um die Erwägung eines Widerrufs. Wiederum verwies Förster auf massive Fehler in den statistischen Analysen; alle Fehler wären für ihn ungünstig, kein einziger Fehler legte eine günstigere Bewertung nahe. Die Zeitschriften, unter anderem das Journal of Experimental Psychology, zogen diese Artikel nach eingehender Prüfung nicht zurück.
Im Jahre 2016 bat der Rektor der Universität Tel Aviv den Mathematiker und Statistikexperten Yaov Benjamini die beiden Artikel zu untersuchen, an denen Nira Liberman als Koautorin beteiligt war (aus dem Journal of Experimental Psychology: General und Journal of Personality and Social Psychology). Sowohl Liberman als auch Benjamini sind Mitglieder der Universität Tel Aviv. Benjamini schrieb (nach Försters Angaben), er sehe „überhaupt keinen Grund, die beiden Artikel auf Basis der statistischen Analysen zurückzuziehen“.
Der Sozialpsychologe Klaus Fiedler von der Universität Heidelberg betonte im Jahr 2015, Försters Studie habe einen „starken substanziellen Kern“; er zweifle nicht daran, dass die Aussage im Grundsatz stimme. Dafür gebe es bereits viele Belege. Die realitätsnahe Art der Forschung, wie Förster sie betreibe, sei aber riskant.
Förster bewertete die Vorwürfe u. a. als Diskriminierung und Konkurrenzkampf durch Kollegen.

## Therapeutische und lehrtherapeutische Tätigkeit
Jens Förster gründete im Jahre 2017 gemeinsam mit Manfred Nußbaum das „Systemische Institut für Positive Psychologie“ in Köln. Das Institut ist spezialisiert auf systemische Therapie, Beratung, Coaching, Supervision und Organisationsentwicklung. Dabei werden nicht nur Einzelpersonen beraten, sondern auch Systeme wie Paare und Familien. Ein besonderer Fokus liegt auf einer machtkritischen, diversity-orientierten therapeutischen Haltung, die kulturelle und gesellschaftliche Einflüsse in die Therapie mit einbezieht.
Im Jahre 2017 wurde Förster Mitglied des Dozent:innenteams des Institut für systemische Ausbildung und Entwicklung IF Weinheim. Nach Erwerb von Zertifikaten als Lehrtherapeut und als Lehrsupervisor durch die Systemische Gesellschaft wurde er im Jahre 2022 zum Gesellschafter des IFW gewählt. Zudem ist er Dozent an vielen deutschen Approbations-Instituten, Universitäten und Autor und Speaker zu alltagspsychologischen und klinischen Themen wie Selbstregulation, machtkritische und diversity-fokussierte Therapie, Vorurteile, Gesundheit, Positive Psychologie, Motivation und Krisenintervention.
Er unterhält einen youtube-channel „Nussbaum und Förster“, in dem er systemische Theorien und Methoden erklärt., und ist Redakteur der systemischen Fachzeitschrift „systhema“.

## Auszeichnungen
- Heisenberg-Stipendium der Deutschen Forschungsgemeinschaft[2]
- Thomas-M.-Ostrom-Scholars-in-Residence-Award der Ohio-University[48]
- Charlotte-und-Karl-Bühlerpreis der Deutschen Gesellschaft für Psychologie[49]
- Kurt-Lewin-Award der European Association of Social Psychology, 2011[50]

## Schriften (Auswahl)
- Der Einfluss von Ausdrucksverhalten auf das menschliche Gedächtnis. Bonn: Holos-Verl., 1995
- Kleine Einführung in das Schubladendenken: Über Nutzen und Nachteil des Vorurteils. München: DVA, 2007
- Unser Autopilot. Wie wir Wünsche verwirklichen und Ziele erreichen können. Von der Motivationspsychologie lernen. München: DVA, 2012
- Was das Haben mit dem Sein macht. Die neue Psychologie von Konsum und Verzicht. München: Pattloch. 2015
- Der kleine Krisenkiller: 12 Wege, schwierige Lebenssituationen zu meistern. München: Pattloch, 2017
- Warum wir tun, was wir tun. Wie die Psychologie unseren Alltag bestimmt. München: Droemer, 2018
- Schublade auf, Schublade zu. Die verheerende Macht der Vorurteile. München: Droemer, 2020
- Journeys with the greatest thinkers of the world - Erich Fromm. Paju/Süd-Korea: book21, 2020

## Künstlerische Tätigkeit
Jens Förster erhielt Schauspielunterricht von Frank G. Hirschmann. Er studierte ferner Operngesang bei Vera Ilieva und an der Musikhochschule Saarbrücken bei Raimund Gilvan. Darüber hinaus absolvierte er eine Ausbildung zum Sprecher/Synchronsprecher an der POP-Akademie Köln.
Er tritt als Sänger (Tenorfach) im Bereich Lied, Oratorium und Chanson in Erscheinung. In den Jahren 1985–2008 tourte er mit eigens geschriebenen Shows (Perlen & Säue, Casta Diva, Ob es im Himmel wohl Sekt gibt?, Zug um Zug, Niemandsrose, Paarhufer sind selten allein) durch Deutschland und gastierte u. a. am Deutschen Nationaltheater Weimar, dem Mainzer Unterhaus, der Glocke Bremen oder dem Ateliertheater Köln. In seinen von ihm selbst als „Chansontheater“ bezeichneten Shows mischte er Musik aller Genres mit Video-Performances und poetischen Texten.
Förster veröffentlichte zwei CDs mit Chansons, Perlen und Säue und Niemandsrose.
Jens Förster schrieb mehrere Theaterstücke, die durch das „Théâtre Tête à Tête“ unter der Regie von Frank G. Hirschmann in der Tuchfabrik Trier uraufgeführt wurden. Darunter sind sein Psychiatrie-Drama Lydia. Heidin (1994), Und alle Lust will Ewigkeit: Collage über Liebe, Tod und Ekel (1995) sowie So brICH mein HERRz (1998), eine Würdigung historischer Frauengestalten des 20. Jahrhunderts. Alle Veranstaltungen wurden durch den „Kultursommer Rheinland-Pfalz“ prämiert.